# Samos
Samos er en græsk ø, der ligger i det Ægæiske hav ud for den tyrkiske kyst.
Den antikke filosof og matematiker, Pythagoras, blev født og levede en del af sit liv på Samos. Den antikke filosof Epikur fødtes ligeledes på Samos.
Øen er 468 km² og indbyggertallet er ca. 42.000.
37°44′N 26°50′Ø / 37.733°N 26.833°Ø
- Wikimedia Commons har flere filer relateret til Samos